# Clockspeed
Clockspeed: Wie Unternehmen schnell auf Marktveränderungen reagieren können (Originaltitel: Clockspeed: Winning Industry Control in the Age of Temporary Advantage) ist der Titel eines Buches aus dem Jahr 1998 von Charles H. Fine. Die Studie beschäftigt sich mit den Gesetzmäßigkeiten von Machtverschiebungen innerhalb globaler Lieferketten. Weiterhin ist die Entwicklung der industriellen Produktionskonzepte und den Herausforderungen eines nachhaltigen Ausgleichs sozialer, ökologischer und ökonomischer Anforderungen an die Automobilindustrie thematisiert.
Das Buch ist eine für einen breiteren auch nichtfachlichen Leserkreis gedachte Aufbereitung der Ergebnisse der dritten Phase des International Motor Vehicle Program (IMVP), des ältesten und größten internationalen Forschungskonsortiums für die Automobilindustrie. Es erschien ein Jahr nach der Erstveröffentlichung in weiteren englischen Ausgaben sowie in Deutsch, Japanisch, Niederländisch, Schwedisch und Spanisch. Rezensionen erfolgten in einschlägigen Fachzeitschriften und -konferenzen.

## Kernaussagen
Nach Fines Darlegungen studieren Biologen die Abläufe des Lebens oft an der Fruchtfliege. Der Grund sei der extrem kurze Lebenszyklus der Art. Forscher könnten daher in wenigen Jahren die genetischen Entwicklungen hunderter Generationen verfolgen. Dort erzielte Erkenntnisse würden dann auf die Forschungen an langlebigeren Arten wie beispielsweise dem Menschen übertragen. In seinem Buch schlägt Fine vor, auf der Suche nach strategischen Optionen für Unternehmen der Automobilindustrie ähnlich zu verfahren und zunächst die „Fruchtfliegen“ der Wirtschaft ausfindig zu machen und dann von denen zu lernen.
Als Analogie zum Lebenszyklus in der Humangenetik definiert er für die „business genetics“ (Wirtschaftsgenetik) die „Clockspeeds“. Als die Fruchtfliegen der Wirtschaft identifiziert er die Infotainment- und die Computerindustrie. Die Automobilindustrie habe dagegen eine deutlich geringere Clockspeed während zum Beispiel die Luftfahrt zu den Branchen mit langsamer Clockspeed zu zählen sei.
Als Gedankenexperiment spekuliert Fine darüber, ob die in der Computerindustrie in der jüngeren Vergangenheit (1998!) erfolgte Machtverschiebung in der Lieferkette vom Gerätehersteller (OEM) zu den Lieferanten Microsoft und Intel („Intel Inside“) sich angesichts des zunehmenden Wertes der Elektronik in einem Auto nicht zu ähnlichen Strukturen (Bosch oder Denso inside) entwickeln werde.
Wesentliche Schlüsse, welche er aus der Betrachtung der Fruchtfliege Infotainment zieht, sind:
- Das Lieferkettendesign ist von entscheidender strategischer Bedeutung.
- Die zuverlässige Identifikation der Schlüsselkompetenz in der Wertschöpfungskette einer Branche ist Voraussetzung zur Erlangung von Wettbewerbsvorteilen.
- Alle Wettbewerbsvorteile bestehen nur temporär.
- Die Clockspeed wird durch die Intensität des Wettbewerbs und der Geschwindigkeit in der Entwicklung von Schlüsseltechnologien angetrieben.
- Die Integration der Lieferketten changiert im Muster einer Doppelhelix von vertikal zu horizontal integriert.
- Neben dem operativen Peitscheneffekt (bullwhip effect) im Supply-Chain-Management lässt sich strategisch feststellen, dass die Clockspeed in einer Lieferkette in Kundennähe am höchsten ist und in Richtung zu ihrem Anfang abnimmt.

Fine stellt im Folgenden Instrumente vor, um beispielsweise
- den Integrationstrend einer Lieferkette zu ermitteln,
- Schlüsselkompetenzen in ihr herauszuarbeiten,
- kritische Abschnitte zu identifizieren,

und zieht den Schluss, dass das „traditionelle“, aus den zwei Dimensionen Produkt und Prozess bestehende Concurrent Engineering um eine dritte Dimension: Lieferkettenarchitektur zum 3-DCE (dynamisches Dreidimensionales-Concurrent-Engineering) erweitert werden müsse.
An zahlreichen Fallbeispielen werden die Überlegungen erläutert und schließlich auch auf den öffentlichen Dienst und Institutionen der Lehre ausgedehnt.

## Aufbau und Inhalt
Das Buch ist in drei Teile gegliedert und diese wiederum in jeweils drei bis fünf Kapitel.

### Wirtschaftsgenetik – Was wir von Fruchtfliegen lernen können
Fine definiert die Supply-Chains von Unternehmen auch als deren Kompetenzketten und bezeichnet diese in Analogie zur Genetik als deren „molekulare Struktur“, deren Mutationen und Evolutionsprozessen im Weiteren seine Aufmerksamkeit gilt. Die Doppelhelix bildet ihm ein Modell changierender Integrationsrichtungen, in dem bei vertikaler Dominanz Großunternehmen vorherrschen und bei horizontaler dynamisch-innovative und wo jeder Durchlauf zugrunde gegangene Unternehmenssaurier zurückließe.

### Lieferkettendesign – Die ultimative Kernkompetenz
Wettbewerbsvorsprünge werden als regelmäßig temporär dargestellt. Damit bestehe eine überdauernde Kernkompetenz in der Fähigkeit, sich für die jeweils richtige Kernkompetenz zu entscheiden, die sich aus der Position auf der Doppelhelix ergibt. Je nach dem könne es sich beispielsweise um das Vertriebsnetz handeln, oder das Markenmanagement oder das Produktdesign. Dabei werde der Wettbewerb von miteinander konkurrierenden Supply-Chains geprägt, in der das jeweilige Unternehmen immer nur eine beschränkte Rolle spielt. Der Erfolg sei daher für die Unternehmen, welche immer wieder von neuem voraussehen können, welche die zukünftig entscheidenden Kompetenzen in einer Lieferkette sein werden.
Für die Dynamik in einer Supply-Chain seien zwei Gesetzmäßigkeiten zu beobachten:
- Der Bullwhip-Effect, nachdem sich Nachfrageschwankungen in Richtung zum Lieferanten entlang der Kette aufschaukeln und damit Bestände vergrößern sowie
- die Clockspeed, die sich in umgekehrter Richtung, zum Kunden hin, vergrößert.

Die Supply-Chain wird in drei Komponenten analysiert:
- die Organisationskette,
- die technologische Lieferkette und
- die Kompetenzkette.

Eine strategische Analyse müsse sich auf alle drei stützen.

### Managementstrategien im Zeitalter kurzfristiger Wettbewerbsvorteile – Dreidimensionales-Concurrent-Engineering (3-DCE)
Im von Fine als klassisch bezeichneten Concurrent Engineering wird das Produkt und der zugehörige Produktionsprozess weitgehend zusammenhängend und zeitlich parallel entwickelt. Die Konsequenz aus einem Denken in Lieferketten mache jedoch deutlich, dass das Lieferkettendesign eine notwendige Ergänzung ist, welche das Concurrent Engineering zum Dreidimensionalen-Concurrent-Engineering erweitert.
Strategisch sei dabei festzulegen, welchen Teil der Lieferkette das Unternehmen selbst bestreiten will. Anhand des Clockspeed-Modells wird eine Vier-Schritte-Vorgehensweise zur Vorbereitung dieser Make-or-buy-Entscheidung entwickelt:
1. Benchmarking der Fruchtfliegen,
2. Kartierung der eigenen Lieferkette nach Organisation, Technik und Kompetenz
3. dynamische Analyse der Lieferkette mit der Doppelhelix
4. Zusammenführung von 3-DCE und der Kompetenzentwicklungsdynamik.

### Epilog: Wenn Fruchtfliegen die Erde erobern – Die Clockspeeds von Menschen und öffentlichen Institutionen
Soziale Systeme und öffentliche Einrichtungen unterlägen ebenfalls der Clockspeed. In diesem Kapitel setzt Fine sich damit auseinander, welche Konsequenzen die in der Wirtschaft zu beobachtende Beschleunigung der Clockspeeds für diese Bereiche hat und wie man ihnen begegnen kann.

## Bedeutung
Nach den Angaben des WorldCat sind bis zum Oktober 2010 zum Stichwort „Clockspeed“ über 70 Autoren tätig geworden. Es werden 34 Bücher, 66 Aufsätze, 47 Internet-Ressourcen nachgewiesen. Hinzu kommen 24 „Dissertations“. Sieht man von den typischerweise verstärkten Rezensionen zur Neuerscheinung ab, ist die Aufnahme des Textes zunächst verhalten. Erst ab dem Jahr 2004, fünf Jahre nach dem Erscheinen, nehmen darauf aufbauende Arbeiten deutlich zu. Das Buch ist offenbar bis ins Jahr 2010 aktuell, da die Veröffentlichungen unter dem Stichwort unvermindert anhalten.
Fines Arbeit gehört inzwischen zu den Grundlagen des Supply-Chain-Managements und wird ebenfalls im Strategischen Management herangezogen, als Grundlage für Rationalisierungsprojekte angesehen und hilft beim Controlling.
An der Clockspeed einzelner Branchen und Unternehmen sind Investoren interessiert. So versucht man, Fines Messverfahren zu verbessern und die Aussage der sich verkürzenden Taktrate zu präzisieren.
Die nachgewiesenen, sich beschleunigenden Clockspeeds sind weiterhin ein Treiber, neue Formen des Innovationsmanagements zu entwickeln. Das so genannte iPod-Syndrom, wo Apple als No-Name im Markt für mobile Abspielgeräte in kürzester Zeit Sony als Marktführer verdrängte, gilt dafür als mahnendes Beispiel.

### Weitere Veröffentlichungen des Autors zum Thema
- Charles H. Fine: Industry Clockspeed and Competency Chain Design : An Introductury Essay. In: DSpace@MIT 24. Juni 1996 (PDF, abgelesen: 26. September 2010)
- Charles H. Fine, Roger Vardan, Robert Pethick, Jamal El-Hout: Rapid-Response Capability in Value-Chain Design. In: MIT Sloan Management Review. 4, 2002, S. 69-75 (PDF, gelesen: 26. September 2010).
- Charles H. Fine, Daniel M. G. Raff: Industry sudies : automobiles. In: Benn Steil, David G. Victor, Richard R. Nelson: Technological innovation and economic performance. Princeton Univ. Press, Princeton 2002, ISBN 0-691-09091-2.
- Charles H. Fine: Clockspeed-based strategies for supply chain design. In: Thomas W. Malone (Hrsg.): Inventing the organizations of the 21st century. MIT Press, Cambridge, Mass. 2003, ISBN 0-262-63273-X, S. 205–217.
- Michael S. Hopkins, Charles H. Fine: Collaborate or race? : how to design the value chain you need. In: MIT sloan management review. 51, 2, 2009, S. 22–24.

### Auswahl von Sekundärliteratur (nach Alter)
- Sucheta Nadkarni, Vadake K. Narayanan: Strategic schemas, strategic flexibility, and firm performance : the moderating role of industry clockspeed. In: Research Policy. 38, 1, 2009, S. 58–76.
- Bert Meijboom, Hans Voordijk, Henk Akkermans: The effect of industry clockspeed on supply chain co-ordination : classical theory to sharpen an emerging concept. In: Business process management journal. 13, 4, 2007, S. 553–571.
- Sucheta Nadkarni, Vadake K. Narayanan: The Evolution of Collective Strategy Frames in High and Low Velocity Industries. In: Organization Science. 18, 4, 2007, S. 688–711.
- Jarkko Vesa: Regulatory framework and industry clockspeed. In: Brigitte Preissl (Hrsg.): Governance of communication networks : connecting societies and markets with IT. Physica, Heidelberg 2006, ISBN 3-7908-1745-7, S. 79–90. (PDF, gelesen: 26. September 2010; 231 kB)
- Robert K. Perrons, Ken Platts: Outsourcing strategies for radical innovations : does industry clockspeed make a difference? In: Journal of Manufacturing Technology Management. 16, 8, 2005, S. 842–863 (PDF, gelesen: 26. September 2010).
- Janice E. Carrillo: The impact of dynamic demand and dynamic net revenues on firm clockspeed. In: Christopher Deissenberg, Richard F. Hartl (Hrsg.): Optimal control and dynamic games : applications in finance, management science and economics. Springer, Dordrecht 2005, ISBN 0-387-25804-3, S. 215–229.
- Gunnar Holmberg: On aircraft development : managing flexible complex systems with long life cycles. Department of Mechanical Engineering, Linköping University, Linköping 2003, ISBN 91-7373-780-1.
- Tor Guimaraes, Dave Cook, Nat Natarajan: Exploring the Importance of Business Clockspeed as a Moderator for Determinants of Supplier Network Performance. In: Decision Sciences. 33, 4, 2002, S. 629–644.